# Skarżysko Kościelne A
Skarżysko Kościelne A – część wsi Skarżysko Kościelne w Polsce, położona w  województwie świętokrzyskim, w powiecie skarżyskim, w gminie Skarżysko Kościelne.
W latach 1975–1998 Skarżysko Kościelne A administracyjnie należał do województwa kieleckiego.